# Gino Agostino Antoniol
Gino Agostino Antoniol (Zorzoi, 28 agosto 1911 – Fontane, 15 marzo 1944) è stato un militare e partigiano italiano, decorato di medaglia d'oro e di bronzo al valor militare durante il corso della seconda guerra mondiale.

## Biografia
Nacque a Sovramonte il 28 agosto 1911, figlio di Giovanni e di Teresa Moretto, in una famiglia di agricoltori di modeste possibilità, tanto da dover emigrare in Francia dove lavorò come operaio. Tornato in Italia per il servizio di leva nel marzo 1932, fu inquadrato nel Battaglione "Feltre" del 7º Reggimento alpini e venne congedato nel settembre 1933. In vista dello scoppio della guerra d'Etiopia fu richiamato alle armi nell'aprile 1935, e partì per l'Africa Orientale al seguito del 5ª Divisione alpina "Pusteria" partecipando alle operazioni belliche.
Nuovamente congedato, fu richiamato in servizio attivo nel febbraio 1941, in piena seconda guerra mondiale, venendo inviato sul fronte greco-albanese in forza alla 5ª Divisione alpina "Pusteria",  e quindi, dopo la resa della Grecia, in Montenegro dove fu decorato con una Medaglia di bronzo al valor militare per le operazioni di controguerriglia. All'annuncio dell'armistizio dell'8 settembre 1943, lasciò il Regio Esercito sfuggendo alla cattura da parte delle truppe tedesche, ed entrò nei gruppi partigiani del Cuneese, divenendo comandante di un reparto della brigata partigiana "Corsaglia", in forza alla 5ª Divisione alpina.
Morì il 15 marzo 1944, durante uno scontro con i soldati tedeschi avvenuto in località Fontane, in Val Corsaglia. Per onorarne la memoria fu decretata la concessione della Medaglia d'oro al valor militare, massima onorificenza italiana

### Annotazioni
1. ↑  Inquadrato sempre nel battaglione "Feltre" del 7º Reggimento alpini.

### Fonti
1. ↑  Bianchi 2012, p. 15.
2. ↑  ANPI | Biografia: Gino Agostino Antoniol.
3. ↑   Medaglia d'oro al valor militare Antoniol Gino Agostino, su quirinale.it, Quirinale. URL consultato il 28 novembre 2012.
4. ↑  Registrato alla Corte dei Conti il 11 dicembre 1950, Presidenza registro 43, guerra, foglio 131.